# Steve Carella
Steve Carella, diminutivo di Stephen Louis Carella, è un personaggio ideato dallo scrittore Ed McBain protagonista della serie di romanzi gialli dell'87º Distretto; il personaggio compare per la prima volta nel 1956 nell'Assassino ha lasciato la firma, e successivamente in oltre 50 romanzi scritti anche da altri dopo la morte dell'autore avvenuta nel 2005.
In realtà il personaggio principale dei suoi romanzi non è più un unico protagonista ma l'insieme della squadra dei detective: il nero Arthur Brown, gli irlandesi Eileen Burke e Bob O'Brien, i bianchi Cotton Hawes e Bert Kling, l'ebreo Meyer Meyer, e l'italo-americano Steve Carella, un protagonista spesso sostituito per una parte del racconto da semplici passanti e ancora più frequentemente da personaggi femminili con le quali Carella durante le indagini si trova comunque a suo agio.

## Descrizione del personaggio
Ed McBain è solito descrivere i suoi personaggi nei loro tratti fisici e, una caratteristica questa particolare del suo stile di narrazione, anche nel loro modo di vestire e spesso ripete, quasi alla lettera, in ogni suo romanzo queste raffigurazioni dei protagonisti dei suoi racconti; così rappresenta ogni volta Steve Carella, detective di primo grado, ai lettori:
Carismatico e deciso, colpisce il lettore per il suo lato umano, che traspare specialmente quando, nonostante i numerosi anni di servizio nella polizia, egli prova ancora pietà per le vittime assassinate sulle quali deve indagare. Non privo di debolezze e paure non esita a difendersi estraendo la sua pistola e sparando, se non ne può fare a meno e mai per primo. Lui stesso è stato ferito gravemente dallo spacciatore Gonzo:
Alla fine Carella se la caverà ma solo per l'insistenza di Herb Alexander, l'editore americano di Ed McBain che in una prima stesura del romanzo aveva deciso di farlo morire. Stimato da molti agenti dell'87º distretto Carella sa che molti di loro non fanno il loro dovere per pigrizia o indifferente cinismo come il detective Andy Parker e che magari si lasciano corrompere ma egli non giudica severamente i suoi compagni pur mantenendo la sua fondamentale onestà che lo fa apprezzare persino dalla malavita del luogo come il suo informatore Danny lo Zoppo con il quale lo lega una specie di amicizia da quando questi è andato a trovare in ospedale Carella gravemente ferito. Un altro ammiratore non richiesto di Carella è il detective che per ben due volte gli ha salvato la vita  "Fat" Ollie Weeks dell'ottantottesimo distretto: una figura trasbordante di grasso, razzista e maleodorante per assenza d'igiene, dai vestiti perennemente macchiati dai residui dei suoi pantagruelici pasti ma che tuttavia è un abilissimo e infaticabile poliziotto che per la simpatia suscitata nei lettori diviene sempre più protagonista delle storie sino ad essere il personaggio più importante negli ultimi romanzi di McBain.
Arcinemico di Carella è il "Sordo" che per vendicarsi del fallimento a opera del detective di un suo ben organizzato colpo  mette in ridicolo il Distretto riuscendo sempre a farla franca e a ferire gravemente Carella.
Carella è sposato con la bella Teddy, sordomuta, conosciuta nel corso di un'indagine  dalla quale ha avuto due figli gemelli.
Il personaggio è stato protagonista anche di alcuni film tratti dai romanzi dell'autore. Per diversi anni, nella versione italiana il suo cognome fu cambiato in Carell (lo stesso Evan Hunter trovò la cosa "molto curiosa")

## Ambientazione
I romanzi dell'87º distretto sono ambientati in una grande metropoli americana, che nei racconti non ha un nome ma per molti versi è identificabile con New York: in effetti l'autore utilizza scenari noti caratterizzandoli in modo personale e associando ai vari quartieri nomi originali. E così Carella e i suoi colleghi si muovono nel quartiere Isola di una città fittizia la cui geografia McBain ha concepito ruotando di 90 gradi la pianta di Manhattan. Gli altri quartieri della città sono Calm's Point (sotto cui si cela Brooklyn), Majesta (Queens), Riverhead (Bronx) e Bethtown (Staten Island).
La città è una metropoli scura e minacciosa, spesso apostrofata come grande città violenta, titolo anche di un romanzo (The Big Bad City, 1999) della serie.
Ma Carella nonostante tutto ama la sua città che con i suoi abitanti appartenenti alle varie etnie soprattutto nere, cinesi, portoricane la rendono viva e frenetica e talvolta ai limiti della follia come quando nella sua sala agenti dell'87° una donna impazzita minaccia di farlo saltare con una fiala piena di nitroglicerina.

## Romanzi della serie 87º distretto
- 1956, L'assassino ha lasciato la firma (Cop Hater)
- 1956, Estremo insulto (The Mugger)
- 1956, Non svegliarmi o Uno spacciatore per l'87° (The Pusher)
- 1957, Pietà per chi crede (The Con Man)
- 1958, Qui, 87º distretto (Killer's Choice)
- 1958, "Savage" calibro 300 (Killer's Payoff)
- 1958, Ucciderò alle otto (Lady Killer)
- 1959, Attentato Carella (Killer's Wedge)
- 1959, Tutti per uno, all'87° ('til Death)
- 1959, Due colpi in uno (King's Ransom)
- 1960, Due mani in cerca di cadavere o Date una mano all'87º distretto (Give the Boys a Great Big Hand)
- 1960, Chiamate Frederick 7-8024 (The Heckler)
- 1960, Lo spettacolo è finito (See Them Die)
- 1961, Tutto da rifare all'87º distretto (Lady, Lady, I Did It!)
- 1962, Le ore vuote (The Empty Hours): contiene i romanzi brevi Le ore vuote (The Empty Hours), J (J), Bufera (Storm)
- 1962, Nessuna via d'uscita (Like Love)
- 1963, Lungo viaggio senza ritorno (Ten Plus One)
- 1964, Gioca al buio l'87º distretto (Ax)
- 1965, Tutto regolare, mamma (He Who Hesitates)
- 1965, L'ultima voce (Doll)
- 1966, Ottanta milioni di occhi (Eighty Million Eyes)
- 1968, Allarme: arriva la "Madama" (Fuzz)
- 1969, 87º distretto: una cartuccia di troppo (Shotgun)
- 1970, Gioco di pazienza per l'87º distretto (Jigsaw)
- 1971, 87º distretto: tutti presenti (Hail, Hail, the Gang's All Here!)
- 1972, 87º distretto: l'assassino ha confessato (Sadie, When She Died)
- 1972, 87º distretto? Parlate più forte (Let's Hear It for the Deaf Man)
- 1973, Confessione di un presidente all'87º distretto (Hail to the Chief)
- 1974, Una questione di pane per l'87º distretto (Bread)
- 1975, Parenti di sangue per l'87º distretto (Blood Relatives)
- 1976, 87º distretto: finché morte non vi separi (So Long as You Both Shall Live)
- 1977, Dal passato incubi per l'87º distretto (Long Time No See)
- 1979, Calypso per l'87º distretto (Calypso)
- 1980, Fantasmi per l'87º distretto (Ghosts)
- 1981, Troppo caldo per l'87º distretto (Heat)
- 1983, Ghiaccio per l'87º distretto (Ice)
- 1984, Fulmini sull'87º distretto (Lightning)
- 1985, Otto cavalli neri per l'87º distretto (Eight Black Horses)
- 1987, Veleno per l'87º distretto (Poison)
- 1987, Brutti scherzi per l'87º distretto (Tricks)
- 1988, Ninna nanna per l'87º distretto (Lullaby)
- 1990, Vespri (Vespers)
- 1991, Vedove (Widows)
- 1992, Kiss (Kiss)
- 1993, Misfatti (Mischief)
- 1994, Natale all'87º distretto (And All Through the House)
- 1995, Romance (Romance)
- 1997, Nocturne (Nocturne)
- 1999, Grande città violenta (The Big Bad City)
- 2000, L'ultimo ballo (The Last Dance)
- 2001, Money (Money, Money, Money)
- 2002, Il rapporto scomparso (Fat Ollie's Book)
- 2003, Il party (The Frumious Bandersnatch)
- 2004, Anagram (Hark!)
- 2005, Soltanto Odio (Merely Hate - Incluso nella collana Deviazioni, curata proprio da McBain)
- 2005, Traditori (Fiddlers)

Altri romanzi
- 2001, Candyland (Candyland)